# Staryki (rejon rokitnowski)
Staryki (ukr. Старики) – wieś na Ukrainie w rejonie rokitnowskim obwodu rówieńskiego.
Wieś położoną w powiecie łuckim województwa wołyńskiego kanclerz Jerzy Ossoliński w 1645 roku kupił dla syna Franciszka od księcia Jeremiego Wiśniowieckiego.

## II Rzeczpospolita
Wieś Staryki w gminie Kisorycze (powiat sarneński), w woj. wołyńskim; w parafii Rokitno.